# Cornelius Sim
Cornelius Sim (Seria, 16 de setembro de 1951 - Taoyuan, 29 de maio de 2021) foi um prelado da Igreja Católica que serviu como Vigário Apostólico de Brunei de 2004 até sua morte. Ele havia servido anteriormente como prefeito apostólico de Brunei de 1997 a 2004.
Sim foi o primeiro graduado do programa de discernimento sacerdotal da Universidade Franciscana de Steubenville a ser ordenado ao sacerdócio. O Papa Francisco o elevou à categoria de cardeal em 28 de novembro de 2020, tornando-o o primeiro cardeal do país.

## Juventude
Sim nasceu em Seria, Brunei, em 16 de setembro de 1951. Ele era o mais velho dos seis filhos de Lawrence Sim e Monica Yeo,  e seus avós foram os primeiros católicos em sua aldeia.  Ele era de ascendência chinesa e dusúnica.  Ele foi criado como católico e educado em escolas católicas, mas praticou menos sua fé quando atingiu a idade adulta.
Sim se formou em engenharia pela Dundee University, na Escócia. Depois disso, ele parou de praticar sua fé. Ele trabalhou nas operações de utilidades do Brunei LNG de 1978 a 1985; ele passou alguns desses anos trabalhando no exterior. Retornando a Brunei, ele redescobriu sua fé católica e se aproximou de um grupo carismático que minimizou a doutrina e enfatizou as relações pessoais com Deus. Ele obteve o título de mestre em teologia na Universidade Franciscana de Steubenville, Ohio, em 1988. Ele retornou a Brunei em 1988 e serviu como administrador na Igreja de São João em Kuala Belait até sua ordenação como diácono em 28 de maio de 1989. 

## Ministério presbiteral
Sim foi ordenado ao sacerdócio em 26 de novembro de 1989, a segunda ordenação ocorrida em Brunei. Ele se tornou o primeiro sacerdote local do país. Ele se tornou vigário geral de Brunei em 1995,  que fazia parte da diocese de Miri na Malásia na época.  Depois que Brunei foi dividido de Miri para formar a Prefeitura Apostólica de Brunei, o Papa João Paulo II nomeou Sim prefeito apostólico em 21 de novembro de 1997. Ele foi instalado lá em 22 de fevereiro do ano seguinte. 

## Ministério episcopal
O Papa João Paulo II elevou a Prefeitura de Brunei à condição de Vicariato e nomeou Sim o primeiro Vigário Apostólico de Brunei e Bispo Titular de Putia na Numídia em 20 de outubro de 2004.  Ele recebeu sua consagração episcopal em 21 de janeiro de 2005 do Arcebispo Salvatore Pennacchio na Igreja de Nossa Senhora da Assunção em Bandar Seri Begawan. Os co-consagradores foram John Ha Tiong Hock, arcebispo de Kuching e Anthony Lee Kok Hin, bispo de Miri. Ele pediu que sua ordenação fosse realizada em Brunei, em vez de em Roma, para que os fiéis locais pudessem participar. 
Em 25 de outubro de 2020, o Papa Francisco anunciou que o elevaria ao posto de cardeal em um consistório programado para 28 de novembro de 2020. Ele foi o primeiro cardeal do país.  Sim continuou a creditar suas raízes carismáticas como a base de sua fé, permitindo que o movimento fosse apropriadamente "domesticado, talvez por uma boa razão".  Ele não compareceu ao consistório em Roma por causa das restrições de viagem relacionadas à Pandemia de COVID-19. Ele esperava receber os símbolos de seu novo posto quando o novo Delegado Apostólico em Brunei, o Arcebispo Wojciech Załuski, pudesse viajar para assumir seu cargo. Nesse consistório, o Papa Francisco o nomeou cardeal-sacerdote de São Judas Tadeu Apóstolo. Em 16 de dezembro foi nomeado membro da Congregação para o Clero.

## Doença e morte
Sim morreu em 29 de maio de 2021 no Chang Gung Memorial Hospital (CGMH) em Taoyuan, Taiwan.  Ele tinha 69 anos e sofreu uma parada cardíaca.  Ele viajou para Taiwan para tratamento de câncer. 